# Conacul urban Cazimir-Cheșco
Conacul urban Cazimir-Cheșco⁠ este un monument istoric și de arhitectură de însemnătate națională din orașul Chișinău, inclus în Registrul monumentelor ocrotite de stat din Republica Moldova.

## Istoric
Prima atestare documentară legată de acest loc este din vara anului 1855, când lotul de pământ de 1.800 de stânjeni pătrați a fost cumpărat de la licitația organizată de Dumă de către soția consilierului de colegiu Elisaveta Loran. Casa cu 11 odăi a fost construită după un proiect confirmat de Comisia de construcții și drumuri în noiembrie 1857; construcția a luat sfârșit în 1858 (an indicat în frontonul rezalitului). La scurt timp, Loran a vândut casa principelui Mihai A. Cantacuzin, după care conacul a trecut în posesia Zamfirei Cazimir-Cheșco. Aceasta era vizitată aici de nepoata sa, Natalia Cheșco, care a fost pentru o scurtă perioadă de timp regina Serbiei. Printre ultimii proprietari ai casei se numără familia Asnaș.

## Descriere
Arhitectura fațadelor este realizată în stil „empire turc”. Amplasamentul este unul deosebit de rar pentru Chișinău, clădirea fiind amplasată în mijlocul grădinii, departe de aliniamentul străzii.
Clădirea este ridicată pe plan rectangular, cu două rezalite la fațadele alungite, ridicată pe un demisol înalt, soluție cauzată de căderea reliefului. Ferestrele sunt în segment de cerc, cu ancadramente, care pe fațada principală conțin în partea superioară o cornișă cu motive florale. Intrarea are loc prin fațada de vest, realizată într-un nivel, printr-un rezalit, încununat cu un atic rectangular (aticul, posibil, are o proveniență ulterioară construcției casei). Fațada principală, orientată spre est, reprezintă un edificiu cu două niveluri, cu o compoziție simetrică din șapte axe, dintre care trei sunt ale rezalitului central. Rezalitul are aspectul unui portic încununat cu un fronton triunghiular, interpretat sub forma unui cerdac turcesc, modificat inadecvat între timp. Într-o penultimă fază a fost înzestrat cu trei ferestre în arc în plin cintru (o fereastră a fost schimbată mai târziu cu una rectangulară, mult mai amplă), cărora le corespund ferestre largi în arc în peretele demisolului. În plinurile dintre ferestre erau pilaștri, pe care se sprijinea o friză cu motive florale, plasată sub cornișă, configurația curbilinie a căreia acuză o lipsă a unor elemente de susținere. Ferestrele laterale ale cerdacului au fost suprimate: una a fost astupată, iar alta a fost transformată în intrare din grădină prin cerdac. Sub cornișa casei a fost plasată o friză cu motive florale, care înconjoară perimetral pereții, fiind întreruptă doar de lesenele de la colțuri și rezalite.
Spre nord-est este amplasată o curte urbană mărginită de conac, o clădire a Academiei de Muzică, Teatru și Arte Plastice, clădirea Centrului Universitar de Reabilitare Medicală și o clădire nouă a asociației ARTCOR.

## Statut al patrimoniului
Conacul este un monument istoric și de arhitectură de însemnătate națională. Agenția de Inspectare și Restaurare a Monumentelor din Republica Moldova a efectuat o evaluare a imobilului în 2010. Starea imobilului este deplorabilă: pereții sunt jerpeliți, acoperișul accidentat și ușile și ferestrele legate cu lanțuri.
În prezent, face parte din blocul nr. 4 al Academiei de Muzică, Teatru și Arte Plastice. În camere sunt amenajate săli de practică pentru studenții la pictură; se fac ore doar în câteva din ele, unde acoperișul este încă întreg.